# غلامرضا طریقی
غلامرضا طریقی (زادهٔ ۱۳۵۶-زنجان) شاعر ایرانی است.

## زندگی
غلامرضا طریقی زاده به‌سال ۱۳۵۶ در زنجان است و سرایش شعر را از سال ۱۳۷۴ آغاز کرد. او دارای نشان درجه یک هنری در رشته شعر است. از سال ۱۳۹۴ با طراحی و راه‌اندازی پایگاه نقد شعر در بنیاد شعر و ادبیات داستانی فعالیت کرد، از سال ۱۳۹۹ به عنوان رئیس گروه شعر خانه کتاب و ادبیات ایران اشاره کرد.
غلامرضا طریقی همچنین دارای رتبه اول و برگزیده کنگره‌های شعر و قصه جوان کشور است و در کارنامه‌اش داوری بیش از پنجاه جایزه و کنگره شعر ملی وجود دارد.

## آثار
- آنقدر پرم از تو که کم مانده ببارم
- هر لبت یک کبوتر سرخ است
- جهان غزلی عاشقانه است
- با یاد شانه‌های تو
- به جهنم
- ایمان بیاورید…
- گزینهٔ غزل
- باران اگر ببارد
- شلتاق
- آکواریوم (ترجمه)
- اما تو را ای عاشق انسان کسی نشناخت (تحقیق و گردآوری)
- رنجین کمان
- ماضی قریب